# Anton Gustaf Grill
Anton Gustaf Grill, född  31 december 1808 på Garphyttans herrgård, död 27 januari 1894, var en svensk bruksinspektor och godsägare.

## Biografi
Anton Gustaf Grill var son till bruksägaren Per Isak Grill (1772–1842) och Catharina Charlotta Hedberg (1784–1851) samt från 1859 gift med sin brylling Ulrika Regina Grill (1822–1919) som var dotter till protokollssekreteraren Fredrik Wilhelm Grill (1784–1861) och Regina Christina Nordenfeldt (1797–1873). Paret fick döttrarna Charlotta Fredrika Regina Grill (1860–1933) och konstnären Märtha Augusta Caroline Grill (1866–1951). Han var bror till livmedikusen Johan Daniel Grill (1805–1866) och konsuln Carl Jakob Grill (1815–1878).
Efter avslutad skolgång i Örebro studerade han vid Falu bergskola 1830–1831. Han var från 1832 inspektor vid Godegårds bruk där han var verksam under flera år innan han övertog och köpte Handberga herrgård i Hardemo församling, Örebro län, Närke.